# Fadīhah
Fadīhah (persiska: فدیهه) är en ort i Iran.   Den ligger i provinsen Khorasan, i den nordöstra delen av landet, 700 km öster om huvudstaden Teheran. Fadīhah ligger 1 603 meter över havet och antalet invånare är 380.
Terrängen runt Fadīhah är kuperad åt nordväst, men åt sydost är den platt. Runt Fadīhah är det ganska glesbefolkat, med 25 invånare per kvadratkilometer. Närmaste större samhälle är Bāyg, 10,5 km öster om Fadīhah. Omgivningarna runt Fadīhah är i huvudsak ett öppet busklandskap.